# Браунвальд
Браунвальд (нем. Braunwald) — бывшая коммуна в Швейцарии, в кантоне Гларус. 
1 января 2011 года вошла в состав коммуны Гларус-Зюд.
Население составляет 346 человек (на 31 декабря 2006 года). Официальный код — 1603.

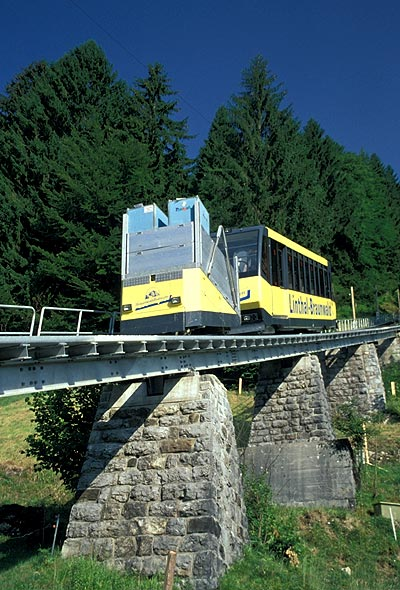
Браунвальд

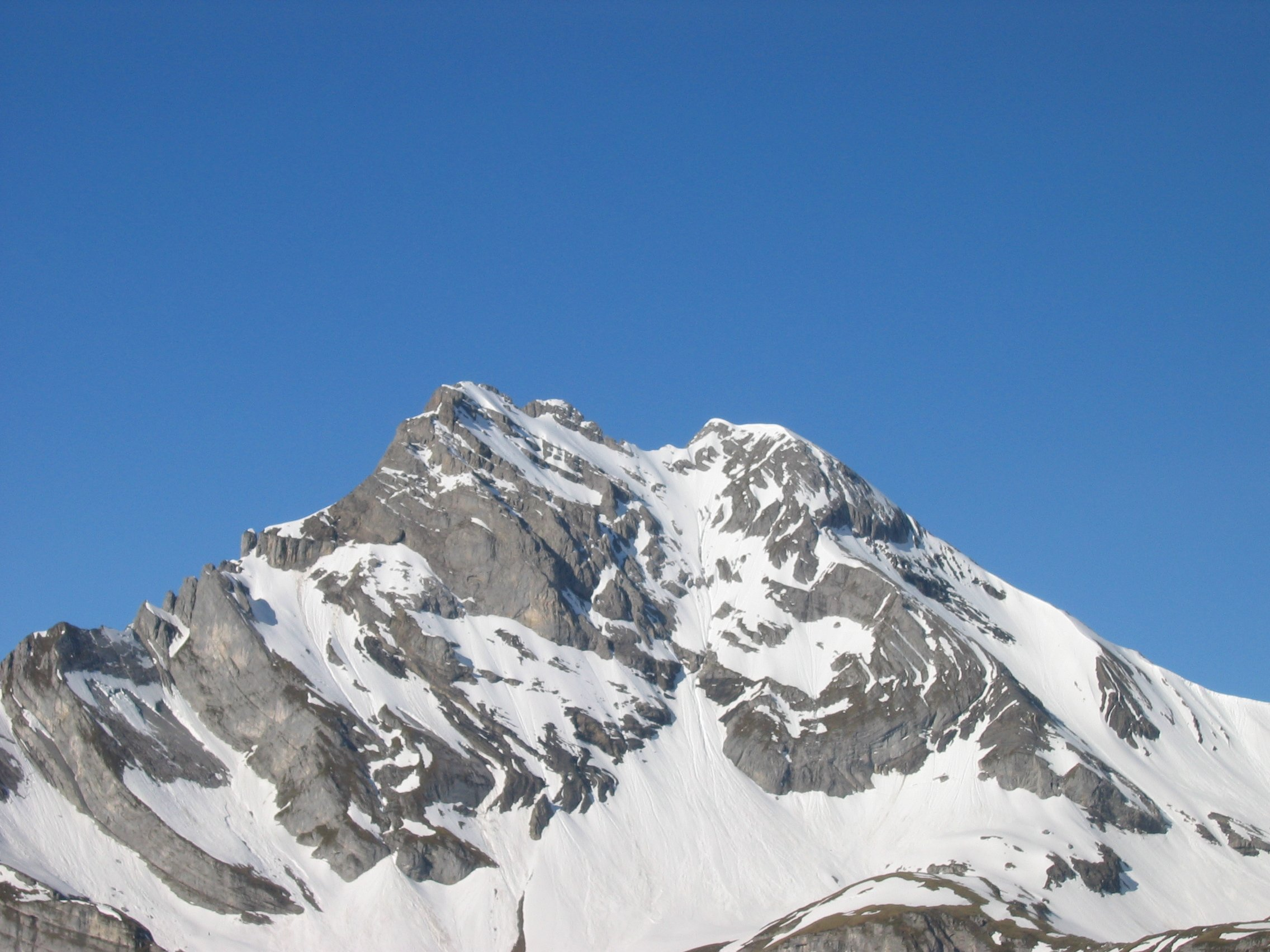
Браунвальд